# Blepisanis incensa
Blepisanis incensa là một loài bọ cánh cứng trong họ Cerambycidae.